# Coppa Italia di pallacanestro maschile 2016
La Coppa Italia di pallacanestro maschile 2016, denominata Beko Final Eight 2016 per ragioni di sponsorizzazione, è prevista dal 19 al 21 febbraio 2016 al Mediolanum Forum di Assago (MI).
Come la precedente edizione, la competizione si disputa nell'arco di tre giorni. I quarti di finale, infatti, sono concentrati interamente nella giornata del 19 febbraio.

## Squadre
Le squadre qualificate sono le prime otto classificate al termine del girone di andata (4 gennaio 2016) della Serie A 2015-2016.
1. Grissin Bon Reggio Emilia
2. EA7 Emporio Armani Milano
3. Vanoli Cremona
4. Giorgio Tesi Group Pistoia

1. Dolomiti Energia Trento
2. Banco di Sardegna Sassari
3. Umana Reyer Venezia
4. Sidigas Avellino

## Tabellone
|  | Quarti di finale 19 febbraio | Quarti di finale 19 febbraio | Quarti di finale 19 febbraio |                |                | Semifinali 20 febbraio | Semifinali 20 febbraio | Semifinali 20 febbraio |  |  | Finale 21 febbraio | Finale 21 febbraio | Finale 21 febbraio |
|  |                              |                              |                              |                |                |                        |                        |                        |  |  |                    |                    |                    |
|  | 1                            | Pall. Reggiana               | 87                           |                |                |                        |                        |                        |  |  |                    |                    |                    |
|  | 8                            | Scandone Avellino            | 94                           |                |                |                        |                        |                        |  |  |                    |                    |                    |
|  | 8                            | Scandone Avellino            | 94                           |                | 8              | Scandone Avellino      | 71                     |                        |  |  |                    |                    |                    |
|  |                              |                              |                              |                | 8              | Scandone Avellino      | 71                     |                        |  |  |                    |                    |                    |
|  |                              | 5                            | Aquila Trento                | 69             |                |                        |                        |                        |  |  |                    |                    |                    |
|  | 4                            | 5                            | Aquila Trento                | 69             | Pistoia Basket | 74                     |                        |                        |  |  |                    |                    |                    |
|  | 4                            |                              |                              |                | Pistoia Basket | 74                     |                        |                        |  |  |                    |                    |                    |
|  | 5                            | Aquila Trento                | 81                           |                |                |                        |                        |                        |  |  |                    |                    |                    |
|  |                              |                              |                              |                |                |                        |                        |                        |  |  | 8                  | Scandone Avellino  | 76                 |
|  |                              |                              | 2                            | Olimpia Milano | 82             |                        |                        |                        |  |  |                    |                    |                    |
|  | 3                            | Vanoli Cremona               | 97                           |                |                |                        |                        |                        |  |  |                    |                    |                    |
|  | 6                            | Dinamo Sassari               | 89                           |                |                |                        |                        |                        |  |  |                    |                    |                    |
|  | 6                            | Dinamo Sassari               | 89                           |                | 3              | Vanoli Cremona         | 58                     |                        |  |  |                    |                    |                    |
|  |                              |                              |                              |                | 3              | Vanoli Cremona         | 58                     |                        |  |  |                    |                    |                    |
|  |                              | 2                            | Olimpia Milano               | 90             |                |                        |                        |                        |  |  |                    |                    |                    |
|  | 2                            | 2                            | Olimpia Milano               | 90             | Olimpia Milano | 88                     |                        |                        |  |  |                    |                    |                    |
|  | 2                            |                              |                              |                | Olimpia Milano | 88                     |                        |                        |  |  |                    |                    |                    |
|  | 7                            | Reyer Venezia                | 59                           |                |                |                        |                        |                        |  |  |                    |                    |                    |

### Tabellini

#### Quarti di finale
| Assago 19 febbraio 2016, ore 12:00 | Pistoia Basket | 74 – 81 referto | Aquila Trento | Mediolanum Forum |

| Arbitri: | Lamonica (Roseto degli Abruzzi) Sabetta (Termoli) Attard (Siracusa) |

|               |          |             |
| Turner 28     | Punti    | 29 Logan    |
| Tyrus McGee 7 | Assist   | Logan 8     |
| Washington 7  | Rimbalzi | Mitchell 12 |

| Arbitri: | Seghetti (Livorno) Lo Guzzo (Catanzaro) Baldini (Firenze) |

|              |          |             |
| Polonara 15  | Punti    | 21 Veikalas |
| De Nicolao 4 | Assist   | 7 Ragland   |
| Golubović 7  | Rimbalzi | 8 Cervi     |

| Arbitri: | Paternicò (Piazza Armerina) Mazzoni (Grosseto) Caiazza (Arzano) |

|                   |          |                    |
| R. Sanders 16     | Punti    | 12 Owens           |
| Simon 4           | Assist   | 3 Mi. Green        |
| Jenkins, McLean 7 | Rimbalzi | Ortner, Viggiano 5 |

#### Semifinali
| Arbitri: | Sahin (Messina) Filippini (Pisa) Bettini (Bologna) |

|                                         |          |                                |
| Cervi 19 Buva 19 Ma. Green, Nunnally 10 | Punti    | 15 Forray 15 Wright 13 Pascolo |
| Ma. Green 7                             | Assist   | 3 Wright                       |
| Leunen 12                               | Rimbalzi | Forray 9                       |

| Arbitri: | Lanzarini (Bologna) Sardella (Rimini) Aronne (Viterbo) |

|                                         |          |                                                     |
| Simon 17 R. Sanders 16 Cinciarini 13    | Punti    | 15 Washington 12 McGee 6 Dragović, Gaspardo, Turner |
| McLean, Lafayette, Mačvan, R. Sanders 3 | Assist   | 2 Dragović, Washington, Turner                      |
| Magro, Simon 9                          | Rimbalzi | 6 Dragović                                          |

#### Finale
| Arbitri: | Lamonica (Roseto degli Abruzzi) Taurino (Vignola) Mazzoni (Grosseto) |

|                                |          |                             |
| Sanders 17 McLean 15 Mačvan 14 | Punti    | 25 Nunnally 13 Buva 9 Acker |
| Lafayette 6                    | Assist   | 6 Ma. Green                 |
| Sanders 7                      | Rimbalzi | 6 Ma. Green, Leunen         |

| Quintetto titolare | Quintetto titolare | Quintetto titolare | Pt   | Rim  | Ass  |
| ------------------ | ------------------ | ------------------ | ---- | ---- | ---- |
| C                  | 15                 | Daniele Magro      | 2    | 1    | 0    |
| P                  | 20                 | Andrea Cinciarini  | 10   | 5    | 3    |
| GA                 | 21                 | Rakim Sanders      | 17   | 7    | 1    |
| G                  | 22                 | Charles Jenkins    | 8    | 4    | 0    |
| G                  | 43                 | Krunoslav Simon    | 8    | 5    | 2    |
| Panchina:          |                    |                    |      |      |      |
| AC                 | 1                  | Jamel McLean       | 15   | 6    | 0    |
| G                  | 3                  | Oliver Lafayette   | 3    | 4    | 6    |
| GA                 | 5                  | Alessandro Gentile | n.e. | n.e. | n.e. |
| P                  | 6                  | Andrea Amato       | n.e. | n.e. | n.e. |
| GA                 | 7                  | Bruno Cerella      | 0    | 5    | 0    |
| PG                 | 9                  | Mantas Kalnietis   | 5    | 4    | 4    |
| AC                 | 13                 | Milan Mačvan       | 14   | 5    | 1    |
| Allenatore:        |                    |                    |      |      |      |
| Jasmin Repeša      |                    |                    |      |      |      |

| Olimpia Milano |  | Scandone Avellino |

| Vincitrice Coppa Italia 2016 |
| ---------------------------- |
| Olimpia Milano 5º titolo     |

| Quintetto titolare | Quintetto titolare | Quintetto titolare | Pt   | Rim  | Ass  |
| ------------------ | ------------------ | ------------------ | ---- | ---- | ---- |
| P                  | 4                  | Marques Green      | 1    | 6    | 6    |
| G                  | 9                  | Alex Acker         | 9    | 2    | 4    |
| AG                 | 10                 | Maarty Leunen      | 3    | 6    | 4    |
| C                  | 14                 | Riccardo Cervi     | 8    | 2    | 0    |
| AP                 | 21                 | James Nunnally     | 25   | 4    | 1    |
| Panchina:          |                    |                    |      |      |      |
| P                  | 0                  | Mattia Norcino     | n.e. | n.e. | n.e. |
| P                  | 1                  | Joe Ragland        | 8    | 4    | 2    |
| G                  | 6                  | Benas Veikalas     | 5    | 1    | 0    |
| G                  | 19                 | Giovanni Severini  | 0    | 0    | 0    |
| A                  | 22                 | Giovanni Pini      | 4    | 2    | 1    |
| AG                 | 25                 | Ivan Buva          | 13   | 5    | 0    |
| PG                 | 57                 | Salvatore Parlato  | n.e. | n.e. | n.e. |
| Allenatore:        |                    |                    |      |      |      |
| Stefano Sacripanti |                    |                    |      |      |      |